# Бірюкова Віра Леонідівна
Віра Леонідівна Бірюкова (нар. 1998) — російська гімнастка. Член збірної Росії з художньої гімнастики. Майстер спорту міжнародного класу Росії. Чемпіонка літніх Олімпійських ігор 2016 року. Заслужений майстер спорту.

## Досягнення
- Призер Кубка Росії у складі збірної команди Омська — 2013.
- Чемпіонка Європи 2014 у групових вправах — золото.
- Етап Кубка світу Казань 2016 — золото (багатоборство), золото (обручі і булави), срібло (стрічки).
- Етап Кубка світу Баку 2016 — золото (багатоборство), золото (обручі і булави), срібло (стрічки).
- Літні Олімпійські ігри 2016 — золото (багатоборство)

## Нагороди
- Орден Дружби (25 серпня 2016 року) — за високі спортивні досягнення на Іграх ХХХІ Олімпіади 2016 року в місті Ріо-де-Жанейро (Бразилія), проявлену волю до перемоги[2].
- Медаль «За зміцнення бойової співдружності» (2016)[3].